# 老撾國家奧林匹克委員會
老撾國家奧林匹克委員會是老撾的國家奧林匹克委員會。該組織成立於1975年，是國際奧委會和亞洲奧林匹克理事會的成員。1980年，該國首次派員參加在蘇聯莫斯科舉行的夏季奧運會。
現時，老撾國家奧林匹克委員會的總部設在首都永珍的老撾國家球場（Laos National Stadium），主席是Dr. Phouthone Seung-Akhom。

## 資料來源
1. ↑  .   [2014-02-06]. （原始内容存档于2008-12-05）.